# 三缩水甘油基氨基间甲酚
三缩水甘油基氨基间甲酚（N-[2-Methyl-4-(oxiranylmethoxy)phenyl]-N-(oxiranylmethyl)oxiranemethanamine）是一种有机化合物，也是一种液态环氧树脂，黏度低、贮存稳定性优良、固化件的玻璃化温度高，在制备耐高温、高强度、高模量和高冲击环氧树脂方面竞争力较大，广泛用作电绝缘材料、层压制品、胶粘剂和结构材料等。
1. ↑  CN patent 101139327,「氨基苯酚三缩水甘油基化合物的制备方法」,发表于2010-07-28
2. ↑  CN application 104478831,「三缩水甘油基-间-氨基苯酚环氧树脂的制备方法」,发表于2015-04-01